# Blumeria graminis
El mildiu del trigo es una patología del trigo causada por el patógeno biotrófico Blumeria graminis forma specialis tritici. Su principal característica es la presencia de un polvo de color blanquecino sobre las hojas del trigo. La infección acaba afectando al crecimiento vegetativo, frutos, semillas y flores provocando graves pérdidas en el rendimiento de los cultivos.

## Ciclo vital

Ciclo vital del mildiu del trigo

Blumeria Graminis puede reproducirse tanto sexual como asexualmente, produciéndose la infección durante el ciclo asexual. La infección comienza a finales de la primavera, comienzos del verano cuando los conidios(n) se sitúan en la superficie de la hoja y atraviesan la pared celular vegetal formando apresorios. Una vez en el interior celular, el hongo forma haustorium produciéndose una invaginación de la membrana plasmática que permite la captación de nutrientes de la planta por el hongo. Posteriormente, el hongo crece hifas secundarias capaces de formar conidiosporas(n) que pueden ser dispersadas por anemocoria. El ciclo sexual comienza a finales de verano, principios de otoño cuando las hifas secundarias de diferentes tipos se recombinan produciendo casmotecios o cleistotecios que poseen ascosporas(n) en su interior capaces de producir una nueva generación.
Los cleistotecios además son resistentes a condiciones adversas, permitiendo sobrevivir al hongo en condiciones de sequía y frío. Esto complica aún más el tratamiento de la infección, ya que durante el invierno habría una infección latente. También se ha visto que los conidios son capaces de resistir el invierno en trigo plantado a comienzos del invierno o trigo que germina después de la recogida de la cosecha.

## EvoluciónBlumeria graminis forma specialis tritici
El mildiu del trigo es un parásito biotrófico obligado con una historia evolutiva poco conocida que infecta tanto a trigo hexaploide como tetraploide. Esta estrategia parasítica según la cual el hongo crece sobre huéspedes vivos, está presente en hongos muy alejados filogenéticamente. El hecho de que la mayoría de los ascomycetes y basidiomycetes no adopten esta estrategia vital, pero esté presente en ambas divisiones, sugiere que esta estrategia ha surgido múltiples veces durante la evolución.
La secuenciación de su genoma ha permitido dilucidar ciertos aspectos de la naturaleza de su estrategia parasítica. Se trata del genoma fúngico secuenciado hasta ahora más repetitivo con un 90% de elementos genéticos móviles y 6540 genes anotados. Analizando estos genes, se ha observado un patrón similar con otros biotrofos obligados de ausencia o disminución de genes implicados en metabolismo primario y secundario. En cuanto al mecanismo de la infección, se ha observado una mayor presión selectiva en los genes codificantes para proteínas secretoras efectoras confirmando su importante papel en la infección.
Por otro lado, su capacidad de infectar tanto trigo tetraploide como hexaploide se ha visto que es debido al mosaicismo de su genoma. Este mosaicismo es debido a la presencia de segmentos del genoma compuestos de haplogrupos con mayores tiempo de divergencia (40-80 millones de años) que permiten la infección del trigo tetraploide, y de haplogrupos con menores tiempo de divergencia (2-10 millones de años) que permiten la infección del trigo hexaploide. Se hipotetiza que este mosaicismo, que ha permitido mantener altos niveles de adaptabilidad y flexibilidad, se ha mantenido mediante la reproducción asexual o clonal en poblaciones con un tamaño efectivo pequeño o una reproducción sexual o casi-clonal en poblaciones con un tamaño efectivo grande.